# Jaderná elektrárna Davis–Besse

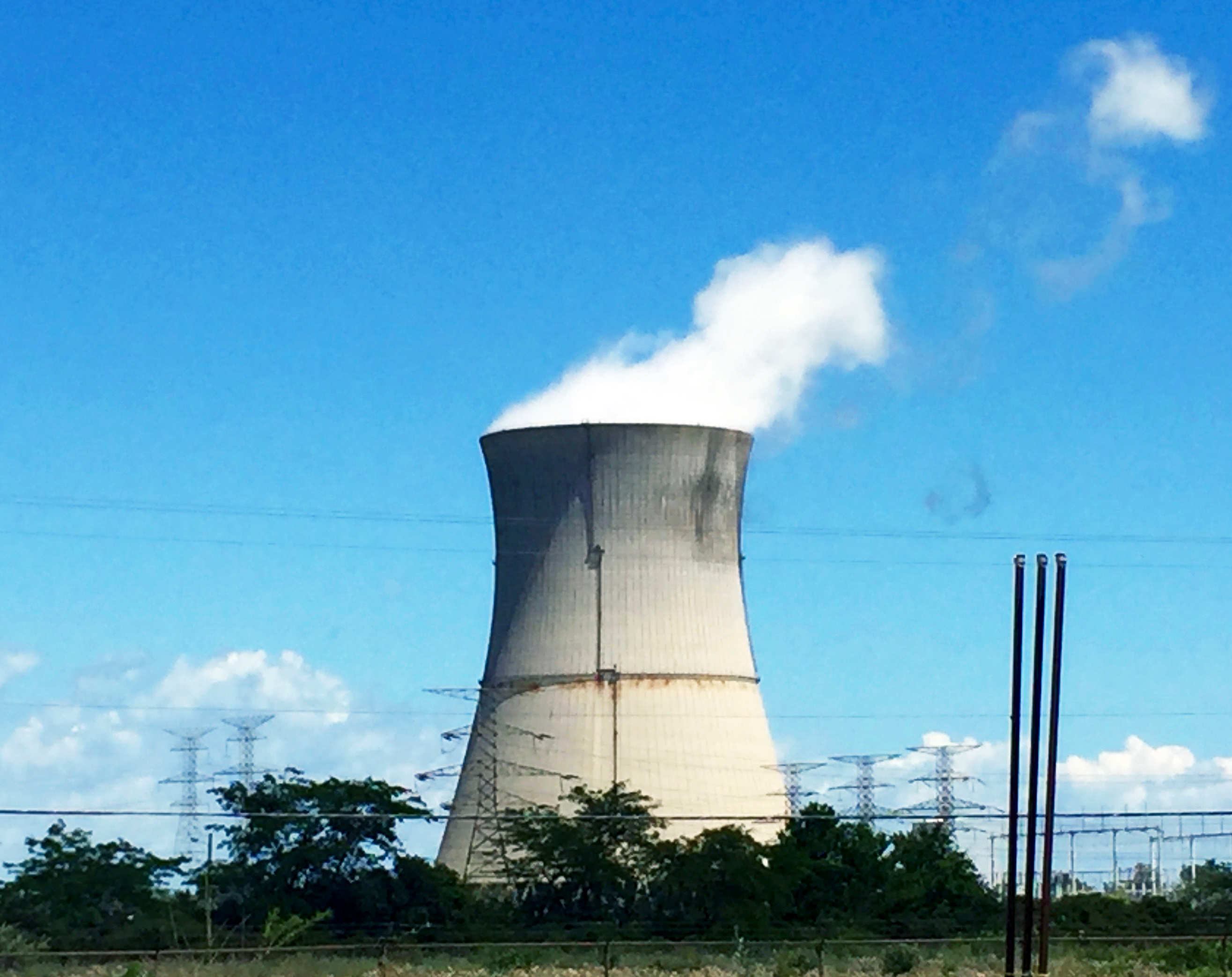
Chladicí věž jaderné elektrárny v roce 2015

Jaderná elektrárna Davis–Besse (anglicky Davis–Besse Nuclear Power Station) je provozní jadernou elektrárnou ve Spojených státech. Leží poblíž vesnice Oak Harbor v Ottawa county ve státě Ohio. Elektrárna je vlastněna a provozována společností Energy Harbor. Reaktor dodala a vybudovala společnost Babcock & Wilcox. Jediný reaktor elektrárny ke svému chlazení využívá uzavřený okruh s jednou chladicí věží. Původní licence k provozu měla vypršet 22. dubna 2017, ale NRC schválilo prodloužení licence do 22. dubna 2037.

## Historie a technické informace

### Blok 1
Elektrárna disponuje jedním provozním reaktorem. Výstavba prvního bloku započala 1. září 1970. Jedná se o tlakovodní reaktor B&W-177 o hrubém výkonu 925 MW a čistém výkonu po odečtení vlastních potřeb bloku 894 MW. Do sítě byl připojen 28. srpna 1977 a do komerčního provozu vstoupil 31. července 1978. Reaktor bloku pochází od firmy Babcock & Wilcox.
Blok byl v letech 2002 až 2004 odstaven kvůli rozsáhlé modernizaci a opravám.

### Bloky 2 a 3
V roce 1973 byly také objednány další dva identické reaktory od Babcock & Wilcox. Stavba druhého a třetího bloku však nikdy nezačala a tyto dva bloky byly oficiálně zrušeny v roce 1981. Jediné, co druhý blok připomíná je vykopaná jáma nalevo od existujícího reaktoru a slepý přívodní kanál vody, který měl sloužit k doplňování uzavřeného okruhu.

### Incidenty
- 24. září 1977 se nepodařilo zavřít pojistný ventil tlakového zařízení reaktoru, když se reaktor s výkonem pouze 9 % musel odstavit z důvodu poruchy v systému napájecí vody. Tento incident se později stal předzvěstí havárie v Three Mile Islandu.[3][4]

- 9. června 1985 byla odstavena hlavní oběhová čerpadla sloužící k zásobování parogenerátorů vodou. Operátor primárního okruhu se poté pokusil spustit nouzová čerpadla napájecí vody. Obě tato čerpadla se však sama vypnula při překročení rychlosti kvůli chybě operátora.[5]

- 24. června 1998 stanici zasáhlo tornádo o síle F2. Byla poškozena rozvodna elektrárny a byl znemožněn přístup k externímu napájení. Reaktor elektrárny se automaticky odstavil ve 20:42 a napájení bloku bylo poskytováno prostřednictvím naftových generátorů až do doby, dokud nebylo obnoveno externí napájení ze sítě.[6][7][8]

- V lednu 2003 se síť elektrárny nakazila počítačovým virem, což vedlo k pětihodinové ztrátě monitorování bezpečnostních systémů reaktoru.[9][10]

- 9. května 2015 nastal únik páry ze sekundárního okruhu. Reaktor byl restartován 12. května po dokončení oprav.[11][12]

### Okolní obyvatelstvo
NRC definuje dvě zóny havarijního plánování kolem jaderných elektráren. První o poloměru 16 kilometrů, která se týká především vystavení radioaktivní kontaminace vzduchu a poté druhou o poloměru 80 kilometrů, jež se zabývá kontaminací potravin a vody.
Podle studie NRC zveřejněné v srpnu 2010 byl každoroční odhad zemětřesení dostatečně silného na to, aby způsobilo poškození aktivní zóny reaktoru 1 ku 149 254. 

## Informace o reaktorech
| Reaktor       | Typ reaktoru | Výkon  | Výkon  | Zahájení výstavby                     | Připojení k síti                      | Uvedení do provozu                    | Uzavření |
| Reaktor       | Typ reaktoru | Čistý  | Hrubý  | Zahájení výstavby                     | Připojení k síti                      | Uvedení do provozu                    | Uzavření |
| ------------- | ------------ | ------ | ------ | ------------------------------------- | ------------------------------------- | ------------------------------------- | -------- |
| Davis–Besse-1 | B&W-177      | 894 MW | 925 MW | 1. 9. 1970                            | 28. 8. 1977                           | 31. 7. 1978                           |          |
| Davis–Besse-2 | B&W-177      | 910 MW | 960 MW | Plánovaná výstavba zrušena 1. 1. 1980 | Plánovaná výstavba zrušena 1. 1. 1980 | Plánovaná výstavba zrušena 1. 1. 1980 |          |
| Davis–Besse-3 | B&W-177      | 910 MW | 960 MW | Plánovaná výstavba zrušena 1. 1. 1980 | Plánovaná výstavba zrušena 1. 1. 1980 | Plánovaná výstavba zrušena 1. 1. 1980 |          |